# Elezioni legislative in Svezia del 1979
Le elezioni legislative in Svezia del 1979 si tennero il 16 settembre per il rinnovo del Riksdag. In seguito all'esito elettorale, Thorbjörn Fälldin, espressione del Partito di Centro, divenne Ministro di Stato.

## Risultati
| Liste                                              | Voti      | %     | Seggi |
| -------------------------------------------------- | --------- | ----- | ----- |
| Partito Socialdemocratico dei Lavoratori di Svezia | 2 356 234 | 43,24 | 154   |
| Partito Moderato                                   | 1 108 406 | 20,34 | 73    |
| Partito di Centro                                  | 984 589   | 18,07 | 64    |
| Partito Popolare                                   | 577 063   | 10,59 | 38    |
| Partito della Sinistra                             | 305 420   | 5,61  | 20    |
| Unione Cristiano-Democratica                       | 75 993    | 1,39  | –     |
| Altri                                              | 40 933    | 0,75  | –     |
| Totale                                             | 5 448 638 | 100   | 349   |